# Hypocaccus acorni
Hypocaccus acorni är en skalbaggsart som beskrevs av Bousquet och Laplante 2006. Hypocaccus acorni ingår i släktet Hypocaccus och familjen stumpbaggar. Inga underarter finns listade i Catalogue of Life.